# كطاية
ڭطاية هي قرية مغربية شمال المملكة. تنتمي ڭطاية لإقليم بني ملال الساحلي. تضم هذه القرية 14.621 نسمة (إحصاء 2004).